# Campeonato Europeo de Gimnasia Artística de 2023
El X Campeonato Europeo de Gimnasia Artística se celebró en Antalya (Turquía) entre el 11 y el 16 de abril de 2023 bajo la organización de la Unión Europea de Gimnasia (UEG) y la Federación Turca de Gimnasia.
Las competiciones se realizaron en el Salón de Deportes de la ciudad turca.

## Calendario
| ● | Clasificación y final por equipo | ● | Finales |

| Abril de 2023       | Mar 11 | Mié 12 | Jue 13 | Vie 14 | Sáb 15 | Dom 16 |
| ------------------- | ------ | ------ | ------ | ------ | ------ | ------ |
| Clasificación       | ●      |        |        |        |        |        |
| Concurso individual |        |        | ●      |        |        |        |
| Suelo               |        |        |        |        | ●      |        |
| Caballo con arcos   |        |        |        |        | ●      |        |
| Anillas             |        |        |        |        | ●      |        |
| Salto               |        |        |        |        |        | ●      |
| Paralelas           |        |        |        |        |        | ●      |
| Barra fija          |        |        |        |        |        | ●      |

| Abril de 2023       | Mar 11 | Mié 12 | Jue 13 | Vie 14 | Sáb 15 | Dom 16 |
| ------------------- | ------ | ------ | ------ | ------ | ------ | ------ |
| Clasificación       |        | ●      |        |        |        |        |
| Concurso individual |        |        |        | ●      |        |        |
| Salto               |        |        |        |        | ●      |        |
| Asimétricas         |        |        |        |        | ●      |        |
| Barra de equilibrio |        |        |        |        |        | ●      |
| Suelo               |        |        |        |        |        | ●      |

## Resultados

### Masculino
| Evento                         | Oro | Plata                                                                       | Bronce                                                                                    |
| ------------------------------ | --- | --------------------------------------------------------------------------- | ----------------------------------------------------------------------------------------- |
| Concurso completo ind. (13.04) | Adem Asil Turquía 84,965 pts.                                                                           | Jake Jarman Reino Unido 83,463 pts.                                         | Ilia Kovtun · Ucrania · 83,032 pts.                                                       |
| Suelo (15.04)                  | Luke Whitehouse Reino Unido 14,900                                                                      | Artiom Dolgopiat Israel 14,666                                              | Milan Hosseini · Alemania · 14,200                                                        |
| Caballo con arcos (15.04)      | Rhys McClenaghan Irlanda 14,666                                                                         | Maxime Gentges · Bélgica · 14,566                                           | Artur Davtian Armenia 14,266                                                              |
| Anillas (15.04)                | Adem Asil Turquía 14,933                                                                                | Vahagn Davtian Armenia 14,733                                               | Eleftherios Petrunias · Grecia · 14,733                                                   |
| Salto de potro (16.04)         | Artur Davtian Armenia 15,033                                                                            | Jake Jarman Reino Unido 15,016                                              | Ihor Radivilov · Ucrania · 14,750                                                         |
| Paralelas (16.04)              | Ilia Kovtun · Ucrania · 15,166                                                                          | Ferhat Arıcan Turquía 14,933                                                | Thierno Diallo · España · 14,733                                                          |
| Barra fija (16.04)             | Tin Srbić · Croacia · 14,233                                                                            | Carlo Macchini · Italia · 14,200                                            | Ilia Kovtun · Ucrania · 13,966                                                            |
| Concurso por equipos (11.04)   | Italia · Yumin Abbadini · Lorenzo Casali · Matteo Levantesi · Marco Lodadio · Mario Macchiati · 249,526 | Turquía Ferhat Arıcan Adem Asil Mehmet Koşak Ahmet Önder Kerem Şene 248,262 | Reino Unido Jake Jarman Joshua Nathan Adam Tobin Courtney Tulloch Luke Whitehouse 246,961 |

### Femenino
| Evento                         | Oro | Plata                                                                                               | Bronce |
| ------------------------------ | --- | --------------------------------------------------------------------------------------------------- | --- |
| Concurso completo ind. (14.04) | Jessica Gadirova Reino Unido 55,032 pts.                                                               | Zsófia Kovács · Hungría · 54,899 pts.                                                               | Alice D'Amato · Italia · 54,500 pts.                                                                      |
| Salto de potro (15.04)         | Coline Devillard Francia 13,800                                                                        | Asia D'Amato · Italia · 13,600                                                                      | Lisa Vaelen · Bélgica · 13,583                                                                            |
| Barras asimétricas (15.04)     | Alice D'Amato · Italia · 14,466                                                                        | Rebecca Downie Reino Unido 14,233                                                                   | Elisabeth Seitz · Alemania · 14,200                                                                       |
| Barra (16.04)                  | Sanne Wevers · Países Bajos · 13,800                                                                   | Manila Esposito · Italia · 13,700                                                                   | Zsófia Kovács · Hungría · 13,700                                                                          |
| Suelo (16.04)                  | Jessica Gadirova Reino Unido 14,000                                                                    | Alice Kinsella Reino Unido 13,666                                                                   | Sabrina Maneca-Voinea · Rumania · 13,566                                                                  |
| Concurso por equipos (12.04)   | Reino Unido Ondine Achampong Rebecca Downie Georgia-Mae Fenton Jessica Gadirova Alice Kinsella 164,428 | Italia · Angela Andreoli · Alice D'Amato · Asia D'Amato · Manila Esposito · Giorgia Villa · 161,629 | Países Bajos · Eythora Thorsdottir · Vera van Pol · Sanna Veerman · Naomi Visser · Sanne Wevers · 158,896 |

## Medallero
| Núm. | País         | Oro | Plata | Bronce | Total |
| ---- | ------------ | --- | ----- | ------ | ----- |
| 1    | Reino Unido  | 4   | 4     | 1      | 9     |
| 2    | Italia       | 2   | 4     | 1      | 7     |
| 3    | Turquía      | 2   | 2     | 0      | 4     |
| 4    | Armenia      | 1   | 1     | 1      | 3     |
| 5    | Ucrania      | 1   | 0     | 3      | 4     |
| 6    | Países Bajos | 1   | 0     | 1      | 2     |
| 7    | Croacia      | 1   | 0     | 0      | 1     |
| 7    | Francia      | 1   | 0     | 0      | 1     |
| 7    | Irlanda      | 1   | 0     | 0      | 1     |
| 10   | Bélgica      | 0   | 1     | 1      | 2     |
| 10   | Hungría      | 0   | 1     | 1      | 2     |
| 12   | Israel       | 0   | 1     | 0      | 1     |
| 13   | Alemania     | 0   | 0     | 2      | 2     |
| 14   | España       | 0   | 0     | 1      | 1     |
| 14   | Grecia       | 0   | 0     | 1      | 1     |
| 14   | Rumania      | 0   | 0     | 1      | 1     |
|      | TOTAL        | 14  | 14    | 14     | 42    |